# 경금속
경금속(輕金屬)은 비중이 4 또는 5 이하인 금속을 말한다. 알루미늄, 마그네슘, 티탄 등이 그 대표격이다. 항공기와 각종 기구에 널리 이용되는 알루미늄의 원광석은 보크사이트로, 세계에 비교적 널리 분포해 있다.

## 개요
대표적인 경금속은 알루미늄(비중 2.7), 마그네슘(비중 1.7), 베릴륨(비중 1.9), 타이타늄(비중 4.5), 알칼리 금속(비중 0.5~1.9), 알칼리 토금속(비중 1.5~3.6) 등을 들수 있다. 철(비중 7.9)과 구리(비중 8.9)는 경금속에는 들어 가지 않는다.
제련이 기술적으로 어려웠기 때문 인류가 경금속을 다루는 것은 17~18세기 무렵 부터이다. 또한 대량 생산이 가능하게 된 것은 19세기 이후이다. 예를 들면, 알루미늄의 대규모 생산에 적합한 전기 분해 제련 공정은 1886년 프랑스의 폴 에루와 미국의 찰스 마틴 홀이 가 각각 독자적으로 개발한 것이다. 타이타늄은 1946년 윌리엄 저스틴 크롤이 개발한 크롤법에 의해 처음으로 대량 생산이 가능하게 되었다.
1903년 발명된 항공기의 발달은 경금속 없이는 있을 수 없었다. 최근에는 철도, 승용차 등을 포함한 운송 장비의 경량화를 위해 사용되지만, 그 양은 철에 비해 압도적으로 적다. 예를 들어, 2003년 선철 생산량은 5억 톤이지만, 상대적으로 생산량이 많은 경금속인 알루미늄은 2500만톤, 마그네슘은 50만 톤에 머문다.

## 같이 보기
- 중금속
- 비철금속